# Lerjord
En lerjord er en jordtype, der indeholder mere end 15% ler (rumfang). Sådan en jord er rig på mineraler, dvs. at den har en naturlig gødningskraft (bonitet), som gør, at man kan høste rige afgrøder på den. Desværre er lerjord besværlig at dyrke. Jorden er tung og klæbrig, og den bliver kun langsomt varm om foråret. Derfor er det afgørende, at man behandler jorden rigtigt: 
- Pløjning bør ske om efteråret, så frosten har en hel vinter til at sprænge og skørne den opvæltede jord.

- Harvningen må vente til det præcise tidspunkt, hvor jorden er tjenlig, dvs. at den "falder for redskabet", altså at den kan smuldres uden at blive pulveriseret.
- Tromling og anden form for komprimering må undgås.
- Jordens afdræning må vedligeholdes jævnligt.
- Humusindholdet bør vedligeholdes eller øges.
- Flokkuleringen af lerkolloiderne må fastholdes ved jævnlig kalkning.

I Danmark findes der dels lerjorde, som er opstået ved vandaflejring (marsk, ådale, hævet havbund), og dels istidsaflejret lermoræne. Lerjordene er mest almindelige på øerne og i Østjylland, men også Thy og Lemvig-Struer egnen har tung lerjord.